# Giro del Delfinato 1956
Il Giro del Delfinato 1956, decima edizione della corsa, si svolse dall'8 al 17 giugno su un percorso di 1934 km ripartiti in 9 tappe (la settima suddivisa in due semitappe), con partenza e arrivo a Grenoble. Fu vinto dal belga Alex Close della Elve-Peugeot davanti ai francesi Antonin Rolland e Fernand Picot.

## Tappe
| Tappa  | Data      | Percorso                           | km   | Vincitore di tappa | Leader cl. generale |
| ------ | --------- | ---------------------------------- | ---- | ------------------ | ------------------- |
| 1ª     | 8 giugno  | Grenoble > Saint-Étienne           | 217  | Jacques Dupont     | Jacques Dupont      |
| 2ª     | 9 giugno  | Saint-Étienne > Vichy              | 234  | Louis Caput        | Jacques Dupont      |
| 3ª     | 10 giugno | Vichy > Villeurbanne               | 242  | Fernand Picot      | Pierre Gouget       |
| 4ª     | 11 giugno | Villeurbanne > Annecy              | 253  | Tino Sabbadini     | Fernand Picot       |
| 5ª     | 12 giugno | Annecy > Voiron                    | 141  | Stan Ockers        | Fernand Picot       |
| 6ª     | 14 giugno | Voiron > Avignone                  | 251  | Louis Caput        | Fernand Picot       |
| 7ª-1ª  | 15 giugno | Avignone > Apt (cron. individuale) | 43   | Pierre Barbotin    | Fernand Picot       |
| 7ª-2ª  | 15 giugno | Apt > Digne-les-Bains              | 110  | Adrie Voorting     | Fernand Picot       |
| 8ª     | 16 giugno | Digne-les-Bains > Briançon         | 195  | Alex Close         | Alex Close          |
| 9ª     | 17 giugno | Briançon > Grenoble                | 238  | Stan Ockers        | Alex Close          |
| Totale | Totale    | Totale                             | 1934 |                    |                     |

## Dettagli delle tappe

### 1ª tappa
- 8 giugno: Grenoble > Saint-Étienne – 217 km

| Pos. | Corridore             | Squadra      | Tempo    |
| ---- | --------------------- | ------------ | -------- |
| 1    | Jacques Dupont        | Mercier      | 5h29'33" |
| 2    | René Privat           | Mercier      | s.t.     |
| 3    | Richard Van Genechten | Elve-Peugeot | a 1'31"  |

| Pos. | Corridore      | Squadra | Tempo |
| ---- | -------------- | ------- | ----- |
| 1    | Jacques Dupont | Mercier |       |

### 2ª tappa
- 9 giugno: Saint-Étienne > Vichy – 234 km

| Pos. | Corridore        | Squadra       | Tempo    |
| ---- | ---------------- | ------------- | -------- |
| 1    | Louis Caput      | Saint-Raphaël | 6h11'59" |
| 2    | Jaap Bruggenkamp |               | a 2"     |
| 3    | Pierre Gouget    | Mercier       | s.t.     |

| Pos. | Corridore      | Squadra | Tempo |
| ---- | -------------- | ------- | ----- |
| 1    | Jacques Dupont | Mercier |       |

### 3ª tappa
- 10 giugno: Vichy > Villeurbanne – 242 km

| Pos. | Corridore        | Squadra       | Tempo    |
| ---- | ---------------- | ------------- | -------- |
| 1    | Fernand Picot    | Mercier       | 6h21'16" |
| 2    | Pierre Scribante | Follis-Dunlop | s.t.     |
| 3    | Jean Malléjac    | Saint-Raphaël | s.t.     |

| Pos. | Corridore     | Squadra | Tempo |
| ---- | ------------- | ------- | ----- |
| 1    | Pierre Gouget | Mercier |       |

### 4ª tappa
- 11 giugno: Villeurbanne > Annecy – 253 km

| Pos. | Corridore       | Squadra       | Tempo    |
| ---- | --------------- | ------------- | -------- |
| 1    | Tino Sabbadini  |               | 6h21'43" |
| 2    | Louis Caput     | Saint-Raphaël | s.t.     |
| 3    | Norbert Esnault | Gitane        | s.t.     |

| Pos. | Corridore     | Squadra | Tempo |
| ---- | ------------- | ------- | ----- |
| 1    | Fernand Picot | Mercier |       |

### 5ª tappa
- 12 giugno: Annecy > Voiron – 141 km

| Pos. | Corridore     | Squadra       | Tempo    |
| ---- | ------------- | ------------- | -------- |
| 1    | Stan Ockers   | Elve-Peugeot  | 4h38'46" |
| 2    | René Privat   | Mercier       | s.t.     |
| 3    | Louis Bergaud | Saint-Raphaël | s.t.     |

| Pos. | Corridore     | Squadra | Tempo |
| ---- | ------------- | ------- | ----- |
| 1    | Fernand Picot | Mercier |       |

### 6ª tappa
- 14 giugno: Voiron > Avignone – 251 km

| Pos. | Corridore           | Squadra       | Tempo    |
| ---- | ------------------- | ------------- | -------- |
| 1    | Louis Caput         | Saint-Raphaël | 6h01'26" |
| 2    | René Privat         | Mercier       | s.t.     |
| 3    | Marcello Pellegrini | Bottecchia    | s.t.     |

| Pos. | Corridore     | Squadra | Tempo |
| ---- | ------------- | ------- | ----- |
| 1    | Fernand Picot | Mercier |       |

### 7ª tappa - 1ª semitappa
- 15 giugno: Avignone > Apt (cron. individuale) – 43 km

| Pos. | Corridore       | Squadra       | Tempo  |
| ---- | --------------- | ------------- | ------ |
| 1    | Pierre Barbotin | Saint-Raphaël | 56'36" |
| 2    | René Privat     | Mercier       | a 48"  |
| 3    | Raymond Elena   | La Perle      | a 59"  |

| Pos. | Corridore     | Squadra | Tempo |
| ---- | ------------- | ------- | ----- |
| 1    | Fernand Picot | Mercier |       |

### 7ª tappa - 2ª semitappa
- 15 giugno: Apt > Digne-les-Bains – 110 km

| Pos. | Corridore       | Squadra       | Tempo    |
| ---- | --------------- | ------------- | -------- |
| 1    | Adrie Voorting  | Magneet       | 2h37'30" |
| 2    | Arthur Bihannic | Rochet-Dunlop | s.t.     |
| 3    | Raymond Poncet  | Follis-Dunlop | s.t.     |

| Pos. | Corridore     | Squadra | Tempo |
| ---- | ------------- | ------- | ----- |
| 1    | Fernand Picot | Mercier |       |

### 8ª tappa
- 16 giugno: Digne-les-Bains > Briançon – 195 km

| Pos. | Corridore     | Squadra      | Tempo    |
| ---- | ------------- | ------------ | -------- |
| 1    | Alex Close    | Elve-Peugeot | 6h00'08" |
| 2    | Vito Favero   | Bottecchia   | a 6'33"  |
| 3    | Michel Llorca | Liberia      | a 7'49"  |

| Pos. | Corridore  | Squadra      | Tempo |
| ---- | ---------- | ------------ | ----- |
| 1    | Alex Close | Elve-Peugeot |       |

### 9ª tappa
- 17 giugno: Briançon > Grenoble – 238 km

| Pos. | Corridore       | Squadra      | Tempo    |
| ---- | --------------- | ------------ | -------- |
| 1    | Stan Ockers     | Elve-Peugeot | 6h40'51" |
| 2    | Henri Denys     | Bertin-Huret | s.t.     |
| 3    | Antonin Rolland | L. Bobet     | s.t.     |

| Pos. | Corridore       | Squadra      | Tempo     |
| ---- | --------------- | ------------ | --------- |
| 1    | Alex Close      | Elve-Peugeot | 51h46'41" |
| 2    | Antonin Rolland | L. Bobet     | a 4'11"   |
| 3    | Fernand Picot   | Mercier      | a 5'13"   |

## Classifiche finali

### Classifica generale
| Pos. | Corridore        | Squadra                | Tempo     |
| ---- | ---------------- | ---------------------- | --------- |
| 1    | Alex Close       | Elve-Peugeot           | 51h46'41" |
| 2    | Antonin Rolland  | L. Bobet-BP-Hutchinson | a 4'11"   |
| 3    | Fernand Picot    | Mercier-BP-Hutchinson  | a 5'13"   |
| 4    | Maurice Bertolo  | Bottecchia-Vitabrill   | a 6'43"   |
| 5    | René Privat      | Mercier-BP-Hutchinson  | a 7'34"   |
| 6    | Pierre Gouget    | Mercier-BP-Hutchinson  | a 8'00"   |
| 7    | Pierre Barbotin  | Saint-Raphaël          | a 8'07"   |
| 8    | Vito Favero      | Bottecchia-Vitabrill   | a 9'55"   |
| 9    | Stan Ockers      | Elve-Peugeot           | a 12'02"  |
| 10   | Pierre Scribante | Follis-Dunlop          | a 12'18"  |